# Klein Offenseth-Sparrieshoop
Klein Offenseth-Sparrieshoop est une commune d'Allemagne située dans l'arrondissement de Pinneberg dans le Schleswig-Holstein. Sa population était de 2 826 habitants au 31 décembre 2008.

## Géographie
La commune se trouve dans une région agricole et jouxte la municipalité d'Elmshorn. Elle se compose des territoires des villages de Sparrieshoop et de Klein Offenseth. De nombreux Hambourgeois y ont leur résidence secondaire.

## Économie
La commune est surtout connue pour abriter la maison W. Kordes' Söhne, rosiériste de réputation internationale, fondée en 1887 à Elmshorn, et transférée ensuite ici. Sa roseraie est un lieu d'attraction touristique.

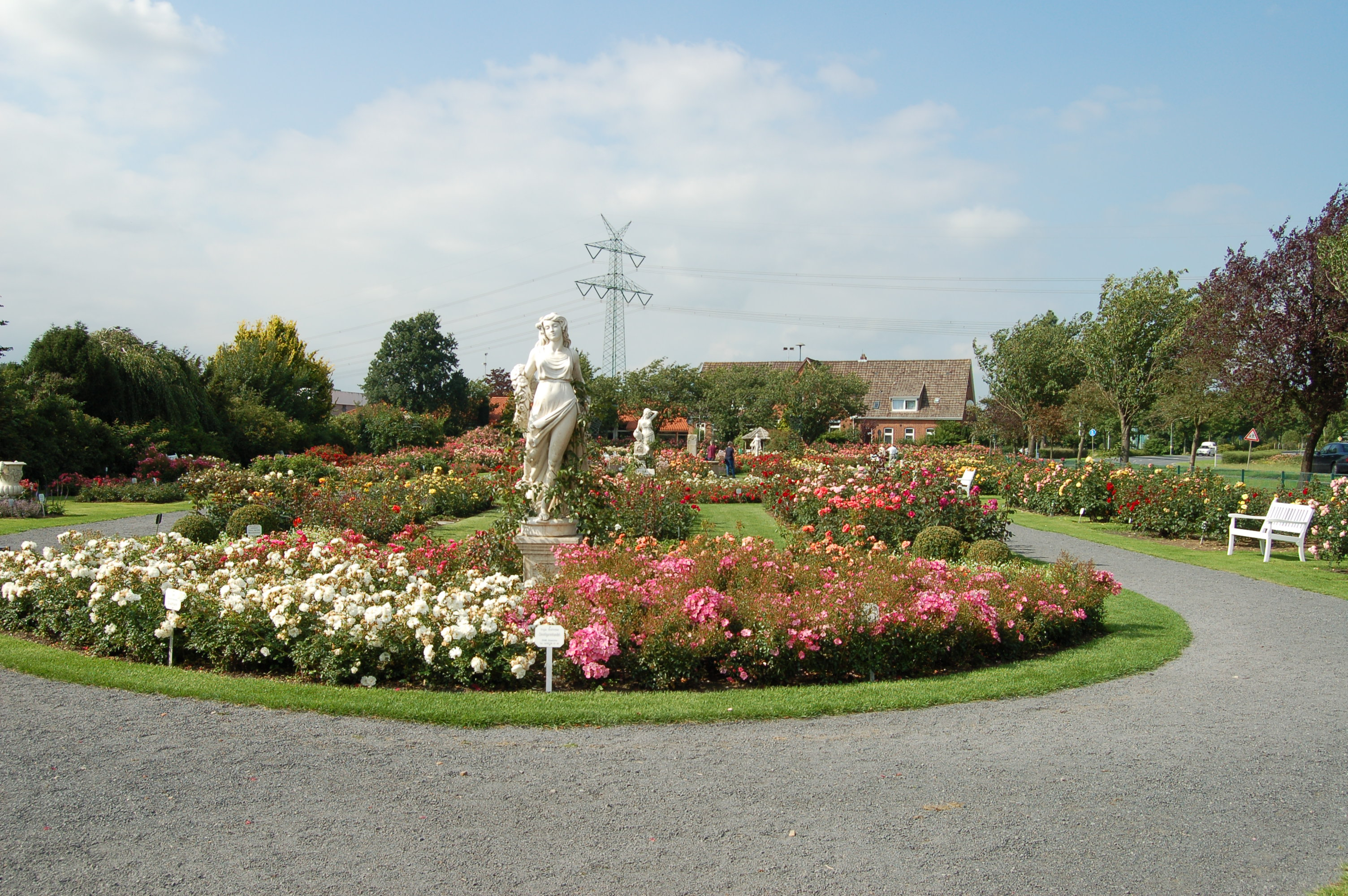
La roseraie de Klein Offenseth-Sparrieshoop